# Dolmen de la Balma del Moro
El Dolmen de la Balma del Moro, o de la Balma Corba, és un dolmen de la comuna de la Roca d'Albera, a la comarca del Rosselló (Catalunya del Nord).
Aquest megàlit, dels 147 que posseeix el territori nord-català, es troba sobre un pla al peu del roc del Migdia, en el seu vessant nord-oest, a mig camí del poble, al sud-est de l'Esparreguera.

## Descripció
L'obertura de la balma s'orienta cap a l'est i fa uns 80 cm d'ample i 95 cm d'alt. La llargària del dolmen és d'uns 5 metres i fa aproximadament 1,25 m d'alçada.

## Història
Encara que sigui de molt mal determinar, la seva estructura sembla indicar que es va alçar a la segona part del període megalític, al voltant del final del IIIr mil·lenni abans de la nostra era.
El megàlit es coneixia d'ençà del 1835, i l'havia esmentat en Francesc Jaubert de Paçà a la carta que havia enviat a Mérimée descrivint-li els dòlmens de la Catalunya del Nord. Amb tot, no va ser fins a la descripció de l'indret per l'erudit Paul Pallary que aquest megàlit es va conèixer i estudiar més bé.